# 胜利街道 (营口市)
胜利街道，是中华人民共和国辽宁省营口市西市区下辖的一个乡镇级行政单位。

## 行政区划
胜利街道下辖以下地区：
辽河社区、立新社区和平安社区。